# Château de Malijai
Le château de Malijai est un château situé à Malijai, dans le département des Alpes-de-Haute-Provence.

## Histoire
A l'origine, le château se trouve sur les fondations de la maison seigneuriale de Malijai, achetée en 1632 par Melchion de Masargues, (aussi Melchior de Mazargues) avocat mais aussi conseiller du roi au parlement de Provence. Il fait remplacer la maison par un château, construit entre 1635 et 1642.
Le château fût par la suite acheté par Pierre-Vincent Noguier, un négociant, qui était aussi conseiller du Roi et receveur général des finances de Provence, lors de la seconde moitié du XVIIIe siècle (1760/1770).
Le château est alors restauré par la famille Noguier, qui l'agrandissent en ajoutant le deuxième étage, toujours existant.
En 1815, dans la nuit du 4 au 5 mars, Edouard Noguier est l'hôte de Napoléon Ier, qui fait alors étape à Malijai lors de sa route vers Paris, juste avant son passage à Sisteron le lendemain.
Depuis 1983, le rez-de-chaussée de l'édifice est classé Monument historique (France), principalement grâce à la qualité des gypseries qu'il abrite.
La même année, la mairie de Malijai établi domicile au premier étage du château, où elle réside encore aujourd'hui.

## Galerie

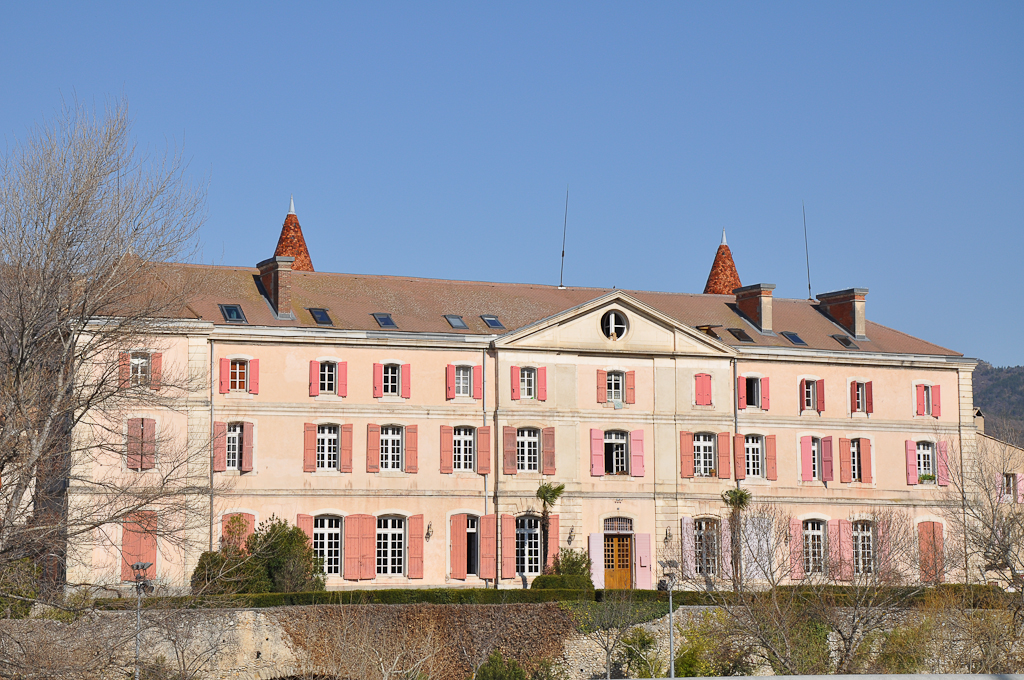
La façade donnant sur le parc, côté Bléone.
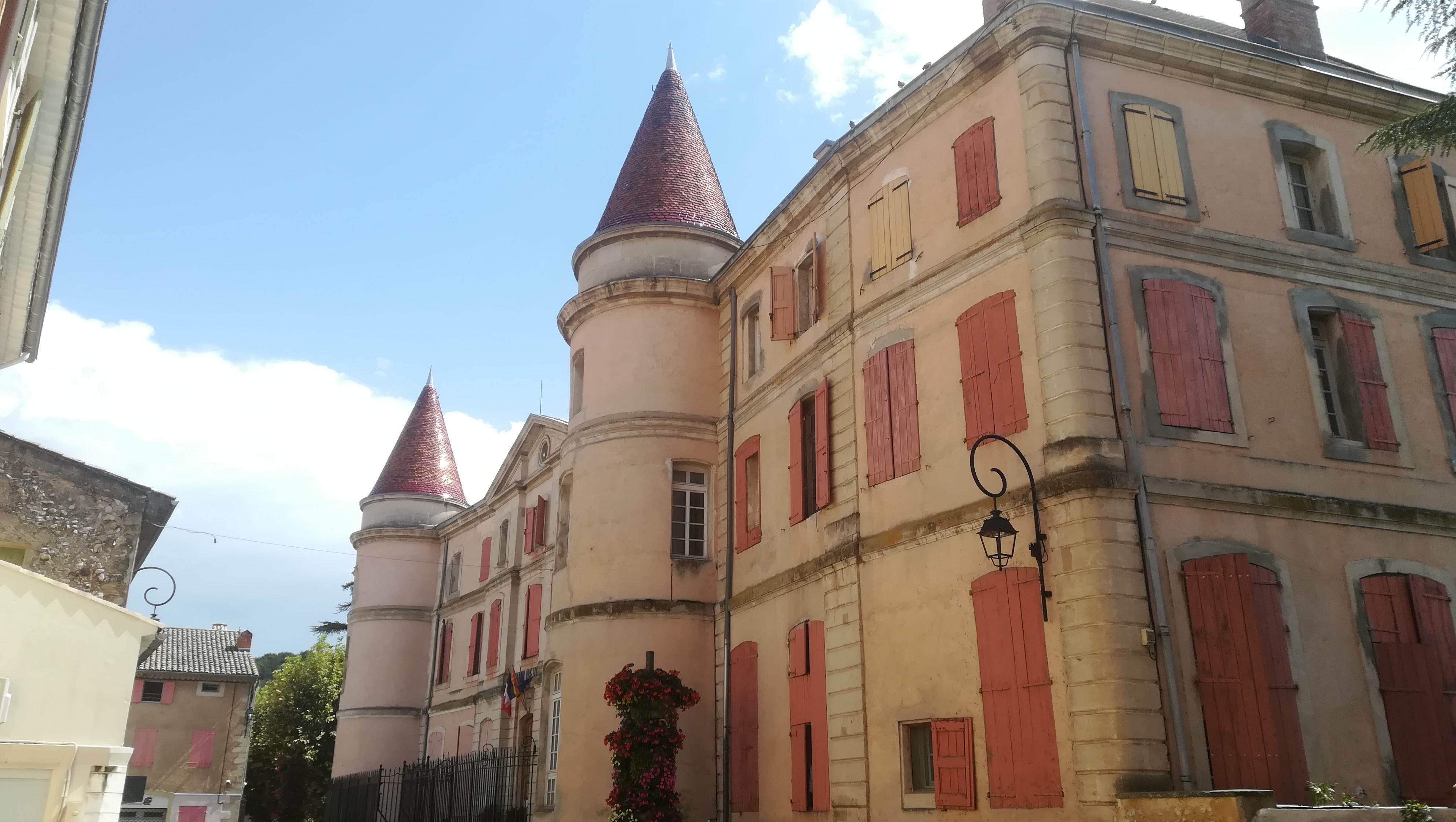
La façade donnant sur la rue.